# Ludenbos
Het Ludenbos is een bos in Doorn in de gemeente Utrechtse Heuvelrug. Het wordt omsloten door de Ludenlaan, Oude Arnhemse Bovenweg, de Drift en de Woestduinlaan.
Het bos is genoemd naar de familie Luden die van 1897 tot 1962 eigenaar van kasteel Moersbergen was. In 1962 vermaakte Jan Anton Willem Luden Kasteel Moersbergen met bijbehorende gronden, waarvan het Ludenbos er een van was, aan de stichting Het Utrechts Landschap. Het Ludenbos is een gemengd bos met open en dichte plekken en een goed begaanbaar padenstelsel. In het bos, aan de Woestduinlaan, liggen de velden van de Doornse tennisvereniging Ludenti en er is een kleine speeltuin.